# 中刚友谊小学
中刚友谊小学是2010年中国玉树地震后，由刚果共和国在中国青海省玉树藏族自治州称多县灾区援建的一所小学。

## 简介
2010年4月14日，玉树地震发生。刚果共和国总统萨苏在第一时间向中华人民共和国主席胡锦涛发来慰问电。同年4月底，萨苏在参加上海世博会开幕式时，又向胡锦涛表示，刚果共和国方面希望在玉树灾区捐建一所小学。中方虑及玉树位于青藏高原，建设捐建一所完整的寄宿小学成本较高，对刚果共和国这个人口仅300多万、当时尚为“重债穷国”的非洲国家来说负担会很重，故建议刚果方面仅捐建学校的一座教学楼或图书馆。萨苏得知中方的建议后，随即表示：“不，刚果要捐建的是一所小学，一所完整的小学，不管造价多高，刚果都会承担。”
经过双方协商，刚果共和国政府捐款1600万元人民币重建称多县文乐中心小学。该小学为称多县唯一的孤儿学校，在玉树地震前建有高标准的图书室、教室、宿舍、太阳能澡堂，为称多县设施最好的小学，但该小学在地震中遭到破坏。2011年6月工程开工。2012年7月，“刚果（布）援建的中刚友谊小学竣工仪式”在称多县举行。2012年9月，该小学正式投入使用。
新建成的中刚友谊小学占地面积42625平方米，为地震前的4倍余；校舍面积达到10483平方米，为地震前的将近7倍。